# Immersive Education
Immersive Education là một công ty phần mềm giáo dục có trụ sở tại Oxfordshire, Anh. Công ty được thành lập vào năm 1999 bởi Intel như một phần của sự hợp tác với Đại học Oxford.
Sản phẩm của công ty, chẳng hạn như Kar2ouche và Krucible, nhằm khuyến khích học tập sáng tạo và đã đem về cho công ty nhiều giải thưởng từ BETT, British Computer Society, và British Educational Suppliers Association. Kể từ ngày 29 tháng 3 năm 2016, Immersive Education Ltd đã ngừng hoạt động.